# Vincenzo Agusta
Vincenzo Agusta (1909 – Milano, 5 maggio 1958) è stato un imprenditore e dirigente sportivo italiano, figlio di Giovanni Agusta, fondatore dell'omonima azienda aeronautica.

## Biografia
Vincenzo Agusta, Conte del Sacro Romano Impero, nasce dal Conte Giovanni Agusta e Giuseppina Turetta; secondo di quattro fratelli, assume il controllo dell'azienda familiare, con il fratello Domenico, alla morte del padre, avvenuta nel 1927.
Nel 1945 diviene il primo presidente della neonata Pallacanestro Varese, mantenendo la carica fino al 1946.
È scomparso nel 1958 a seguito di un collasso.